# Digitaria
Digitaria Haller é um género botânico pertencente à família Poaceae, subfamília Panicoideae, tribo Paniceae.
São plantas anuais, e gramíneas, propagam-se apenas por sementes.
O gênero apresenta aproximadamente 360 espécies. Ocorrem na Europa, África, Ásia, Australásia, Pacífico, América do Norte, América do Sul e Antárctica.
Na classificação taxonômica de Jussieu (1789), Digitaria é um gênero  botânico,  ordem  Gramineae,  classe Monocotyledones com estames hipogínicos.

## Sinônimos
| - Acicarpa Raddi (SUH) - Digitariella De Winter - Digitariopsis C.E.Hubb. - Gramerium Desv. | - Elytroblepharum (Steud.) Schltdl. - Eriachne Phil. (SUH) - Leptoloma Chase |

## Principais espécies
| - Digitaria abortiva Reeder - Digitaria cayoensis Swallen - Digitaria debilis (Dcsf.) Willd. - Digitaria decumbens Stent. - Digitaria formosana Rendle - Digitaria gardneri Henrard - Digitaria henryi Rendle - Digitaria ischaemum (Schreber) Muhl. - Digitaria lanosa Llanos | - Digitaria lehmanniana Henrard - Digitaria mariannensis Merr. - Digitaria microbachne Henrard - Digitaria multiflora Swallen - Digitaria pulchella Griseb. - Digitaria robinsonii Merr. - Digitaria sanguinalis (L.) Scop. - Digitaria ulugurensis Pilg. - Digitaria umfolozi D. W. Hall |

- «PPP-Index Lista completa»